# Chorisquilla spinosissima
Chorisquilla spinosissima is een bidsprinkhaankreeftensoort uit de familie van de Protosquillidae. De wetenschappelijke naam van de soort is voor het eerst geldig gepubliceerd in 1888 door Pfeffer.